# Psephenoides fluviatilis
Psephenoides fluviatilis is een keversoort uit de familie keikevers (Psephenidae). De wetenschappelijke naam van de soort werd in 1995 gepubliceerd door Yang.